# Organizacija Združenih narodov za industrijski razvoj
Organizacija Združenih narodov za industrijski razvoj (angleško UN Industrial Development Organization; kratica UNIDO) je mednarodna organizacija OZN, katere naloga je zagotoviti trajen industrijski razvoj MRD in držav v tranziciji.
Ponuja storitve za reševanje industrijskih problemov :
- povečanje konkurenčnosti gospodarstva (industrijska politika, standardizacija,...),
- Povečanje učinkovitosti zaposlovanja,
- okoljevarstveni problemi.

## Vodje UNIDO
| UNIDO izvršilni direktorji |                                       |
| 1967–1974                  | Ibrahim Helmi Abdel-Rahman ( Egipt)   |
| 1975–1985                  | Abd-El Rahman Khane ( Alžirija)       |
| UNIDO generalni direktorji |                                       |
| 1985–1992                  | Domingo L. Siazon Jr. ( Filipini)     |
| 1993–1997                  | Mauricio de Maria y Campos ( Mexico)  |
| 1998–2005                  | Carlos Alfredo Magariños ( Argentina) |
| Dec. 2005–                 | Kandeh Yumkella ( Sierra Leone)       |